# Joaquim Vancells
Joaquim Vancells Vieta (Tarrasa, Barcelona, 1866-1942) fue un pintor español. Perteneciente al estilo modernista catalán, está considerado como un pintor paisajista destacado.

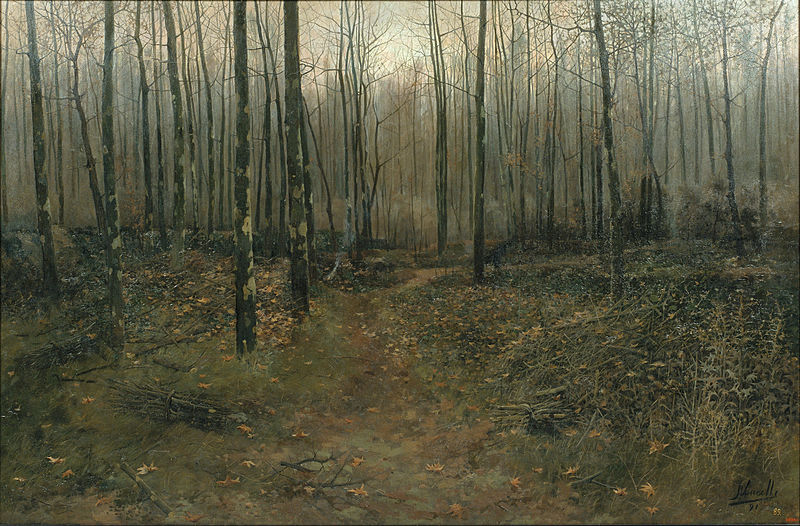
Febrero (1891). Museo Nacional de Arte de Cataluña. Barcelona. O/L 105,5 x 155,5 cm

Fue un hombre polifacético: hizo decoraciones y diseño de muebles, ejerció de maestro, organizó actividades culturales y promovió la conservación del patrimonio artístico y arquitectónico de Tarrasa. 
Fue el impulsor del modernismo en Tarrasa, junto con Alexandre de Riquer. Pero sobre todo fue un pintor paisajista: en una primera época pinta paisajes con niebla y bosques sombríos, cuadros que están entre lo mejor de la pintura catalana de la época y que tuvieron mucho éxito.
Esta pintura "gris" evolucionó hacia otra más luminosa, posiblemente influido por sus estancias en San Andrés de Llavaneras, pero no fue reconocida hasta el final de su vida, cosa que le obligó durante un tiempo a pintar paisajes nebulosos para poder vivir.
- Datos: Q11685058
- Multimedia: Joaquim Vancells i Vieta / Q11685058